# Дивизия Луазона (Первая империя)
Пехотная дивизия Луазона (фр. Division d'infanterie de Loison) — пехотная дивизия Франции периода наполеоновских войн.
С февраля 1806 года по 1811 год — Пехотная дивизия Маршана (фр. Division d'infanterie de Marchand).
С 1811 года по 1814 год — Пехотная дивизия Фуа (фр. Division d'infanterie de Foy).
В 1814 году — Пехотная дивизия Даррико (фр. Division d'infanterie de Darricau).

## История дивизии

### Формирование дивизии
Дивизия была сформирована Первым консулом 29 августа 1803 года в лагере Компьень, который являлся частью Армии Берегов Океана. Командиром был назначен Луи-Анри Луазон. Дивизия состояла из:
- 6-го полка лёгкой пехоты;
- 39-го полка линейной пехоты;
- 44-го полка линейной пехоты;
- 63-го полка линейной пехоты[1].

12 декабря 1803 года дивизия была передислоцирована в новый лагерь Монтрёй. 27 сентября 1804 года из состава дивизии выведены 44-й и 63-й полки, а им на замену прибыл 69-й полк линейной пехоты из 3-й дивизии Партуно. 11 апреля 1805 года дивизия приняла окончательный вид, когда в её состав влился 76-й полк линейной пехоты, только прибывший из Ганновера.

### Австрийская кампания 1805 года
29 августа 1805 года стала 2-й пехотной дивизией 6-го армейского корпуса маршала Нея в составе Великой Армии.
Во время Ульмской кампании 1805 года дивизия отличилась в битве при Эльхингене. Австрийский генерал Иоганн Сигизмунд Риш удерживал данный населённый пункт силой, насчитывающей 8000 солдат, включая 14 батальонов, 11 эскадронов и 12 орудий. Австрийцы расположились на хребте на северном берегу реки Дунай с видом на частично разрушенный мост. В 8:00 Ней отправил дивизию Луазона в атаку с южного берега. Луазон приказал элитным ротам бригады Виллатта захватить пролёт, что было быстро выполнено. Попытка австрийцев отбросить французов двумя батальонами и четырьмя орудиями провалилась. После того, как инженеры отремонтировали мост, три французских батальона из дивизии Луазона ринулись через реку и бросились на оборону Риша при поддержке десяти орудий. 6-й полк захватил аббатство и Обер-Эльхинген, но 1-й батальон 39-го потерпел поражение от австрийской кавалерии. Французская лёгкая кавалерия вступила в бой, атаковав вражескую кавалерию и пехоту и позволив Луазону подтянуть свою вторую бригаду, которую возглавлял генерал Роге. 69-й полк атаковал правый фланг австрийцев, отбросив их обратно в лес и захватив несколько пушек. Тем временем 76-й и 18-й драгунский полки разгромили австрийское каре и захватили два орудия. Риш бросил всю свою оставшуюся кавалерию в грандиозную атаку, но она была отбита бригадой Роге. Остатки разбитого корпуса Риша бежали обратно в Ульм, понеся потери в 6000 человек убитыми, ранеными или взятыми в плен. Потери французов составили 54 офицера и 800 рядовых.
Разгромив австрийскую армию Карла Мака, император Наполеон направил 6-й корпус на юг, чтобы помешать эрцгерцогу Карлу перейти из Италии в долину Дуная. Соответственно, 4 ноября Ней попытался пробиться через горные перевалы. У Шарница австрийские защитники отбили французов, которые потеряли 800 человек. Однако 69-й исправил ситуацию у Лойташа, захватив 600 солдат противника и обойдя позиции у Шарница с фланга. 6-й корпус достиг Инсбрука 7 мая. Взаимодействуя со 2-м корпусом Огюста Мармона в Леобене, корпус Нея разубедил эрцгерцога Карла от попыток продвигаться на север.
5 февраля 1806 года с Луазоном произошёл несчастный случай на охоте в Венецианских поместьях, в результате чего ему ампутировали левую руку. 14 февраля 1806 года на посту командира дивизии он был заменён генералом Маршаном.

### Прусская и Польская кампании 1806-07 годов
С началом войны против Четвёртой коалиции, дивизия Маршана участвовала в битве при Йене 14 октября 1806 года. Затем осаждала Магдебург с 22 октября по 11 ноября 1806 года. По мере того, как французы продвигались в Польшу, они столкнулись с русскими и пруссаками в серии сражений, наиболее заметным из которых была битва при Чарново 23 и 24 декабря 1806 года. 24-го числа Ней отправил дивизию Маршана вперёд, чтобы захватить Зольдау и Млаву. Дивизия прибыла в Зольдау в 14:00 25 декабря с двумя полками и изгнала найденный там одинокий прусский батальон. Вскоре после этого к ним присоединились оставшиеся два полка после марша через Млаву. В 17:00 появилась прусская бригада Кристофа Фридриха Отто Дирке и атаковала Зольдау, но после ожесточённых боёв была отброшена. Маршан сообщил о потерях в 220 человек из 6000 солдат и 12 орудий, в то время как Ней утверждал, что его люди нанесли неприятелю 800 человек потерь из 3000 солдат и 8 орудий у Дирке. После этого дивизия участвовала в битве при Эйлау 8 февраля 1807 года.
5 июня 1807 года Беннигсен с 63 000 русских напал на 17 000 солдат 6-го корпуса Нея. В битве при Гуттштадт-Деппене Ней провёл блестящую арьергардную операцию, прежде чем отступить за реку Пассарга. Французы потеряли 400 человек убитыми и ранеными, а также 1642 человека взятыми в плен, нанеся противникам 2500 потерь. Дивизия Маршана была развернута к северу от Добре Място (Гуттштадт), а генерал Биссон оборонялся с юга. Две дивизии медленно отступали, опираясь на мощные линии стрелков. Удивительно, но утром 6-го Ней всё ещё удерживал свои позиции к востоку от прохода. Ловкость французского полководца и ошибки русских позволили французам в тот день отступить за реку.
14 июня 1807 года дивизия вновь проявила себя в битве при Фридланде. Корпус Нея формировал правый фланг, скрытый в Сортлакском лесу. В 17:30 император Наполеон приказал батарее из 20 орудий дать залп, сигнализируя Нею атаковать левый фланг Беннигсена. Когда 6-й корпус вырвался из леса, Маршан занял позицию справа, а Биссон построился слева от него. Сметая перед собой русские лёгкие отряды, Маршан немного отклонился вправо, чтобы столкнуть противников в реку. Это открыло брешь между двумя дивизиями, которую пыталась использовать русская кавалерия. С помощью Латур-Мобура вражеские всадники были рассеяны. Когда войска Нея продвигались вперёд, они были обстреляны с противоположного берега реки ураганным артиллерийским огнём. Пока солдаты колебались, Беннигсен бросил массу кавалерии на левый фланг Биссона, заставив корпус Нея отступить. Однако прибыл 1-й корпус Виктора, чтобы дать отпор русским. Это дало Нею и его офицерам время, чтобы сплотить 6-й корпус и дать отпор русской императорской гвардии. В 20:30 войска Маршана и Биссона захватили сам Фридланд.

### Испанская кампания 1808—14 годов
7 сентября 1808 года 6-й корпус был переведён в Испанию. В начале 1809 года Ней провел кампанию в Галисии, где его 17 000 солдат были заняты попытками контролировать 26 000 км² территории. 19 мая произошло столкновение у Гальегоса. Педро Романа с 1500 регулярными войсками и 8000 ополченцев атаковал 1-ю бригаду Попона де Мокюна в 3000 человек. Вскоре прибыл Ней со второй бригадой 1-й дивизии и прогнал Роману. Французы потеряли до 500 человек. В середине июня Ней покинул Галисию и отступил к Асторге.
В июне 1809 года Наполеон передал 6-й корпус под командование маршала Николя Сульта. С войсками Нея, а также 2-м и 5-м корпусами Сульт планировал прорваться на юг и уничтожить британскую армию Артура Уэлсли. Уэлсли победил короля Жозефа Бонапарта и маршала Журдана в битве при Талавере 28 июля. Когда испанские партизаны захватили французскую депешу, британский генерал узнал, что Сульт идёт с севера с тремя корпусами. Уэлсли немедленно помчался обратно в Португалию и избежал ловушки.
Осенью 1809 года испанская армия Висенте де Каньяса-и-Портокарреро, герцога дель-Парко, начала наступление на 6-й корпус. Ней в этот момент был в отпуске, и Маршан принял командование корпусом. В последовавшей битве при Тамамесе 18 октября 1809 года он потерпел чувствительное поражение. Имея всего 14 000 человек и 14 артиллерийских орудий, он попытался вытеснить 20 000 пехотинцев, 1500 кавалеристов и 18 орудий дель-Парко с хребта. Отправив бригаду Попона де Мокюна для атаки на левый фланг испанцев и 25-й полк, чтобы сковать правый фланг противника, он планировал послать бригаду Марконье, чтобы сокрушить центр неприятеля. И если атака Попона де Мокюна имела значительный успех, то атака Марконье застопорилась из-за сильного огня 12 орудий. Придя в замешательство, люди Марконье, наконец, бежали вниз по склону, и Маршану пришлось вызвать резервную бригаду Делабассе, чтобы предотвратить полный разгром. Его корпус потерял 1400 человек, в то время как испанцы потеряли вдвое меньше.
Маршан эвакуировал свой штаб в Саламанке и удалился на север, в Торо, где к нему присоединился Келлерман с драгунской дивизией и пехотой. Под общим командованием Келлермана французы вернули Саламанку. Оставив Маршана и 6-й корпус, Келлерман вернулся на север, чтобы подавить новые вылазки партизан. При этом дель-Парко быстро продвинулся вперёд с превосходящими силами, вынудив Маршана снова покинуть Саламанку. Узнав, что основная испанская армия была разбита в битве при Оканье, и опасаясь возмездия, дель-Парко отступил к своему горному убежищу. Тем временем Келлерман снова появился со своей кавалерией, присоединился к Маршану и начал преследование. Французская кавалерия обнаружила дель-Парко на переправе через реку в Альба-де-Тормес и предприняла сокрушительную атаку. 28 ноября Келлерманн разгромил дель-Парко в битве при Альба-де-Тормес. Когда прибыла пехота Маршана, основная часть боя закончилась, хотя им удалось захватить жизненно важный мост и город у испанского арьергарда. Французы потеряли от 300 до 600 человек, в то время как армия дель-Парко потеряла 2000 человек убитыми и ранеными. Французы также захватили 1000 испанцев, девять пушек и большую часть обоза.
Дивизия принимала участие в третьем вторжении в Португалию в 1810 году под началом маршала Массена. Осаждали Сьюдад-Родриго с 26 апреля по 9 июля 1810 года и Алмейду с 25 июля по 27 августа 1810 года. На 15 сентября 1810 года в дивизии было 6457 солдат и 214 офицеров. В битве при Буссако 27 сентября дивизия Луазона повела атаку по главной дороге к вершине хребта. Пробиваясь сквозь скопления британских и португальских стрелков, она была встречена на гребне британской пехотой и артиллерией и разбита. Одна из бригад дивизии Маршана слишком поздно подошла на помощь Луазону и из-за огня вражеской артиллерии отклонилась влево от дороги. Атака была отбита португальской бригадой Дени Пака. Дивизия потеряла 1173 человека, а дивизия Луазона — 1252 человека.

## Организация дивизии
На 25 сентября 1805 года:
- 1-я бригада (командир – бригадный генерал Эжен Виллатт)
  - 6-й полк лёгкой пехоты (командир – полковник Жан Лаплан)
  - 39-й полк линейной пехоты (командир – полковник Антуан Попон де Мокюн)
- 2-я бригада (командир – бригадный генерал Франсуа Роге)
  - 69-й полк линейной пехоты (командир – полковник Жан-Антуан Брен)
  - 76-й полк линейной пехоты (командир – полковник Жан-Пьер Фор-Лажонкьер)
    - Всего: 9 батальонов, около 6000 человек[27]

На 1 апреля 1807 года:
- 1-я бригада (командир – бригадный генерал Антуан Попон де Мокюн)
  - 6-й полк лёгкой пехоты (командир – полковник Жан Лаплан)
  - 39-й полк линейной пехоты (командир – полковник Жак-Пьер Суайе)
- 2-я бригада (командир – бригадный генерал Пьер Марконье)
  - 69-й полк линейной пехоты (командир – полковник Жозеф Фрирьон)
  - 76-й полк линейной пехоты (командир – полковник Жан-Пьер Фор-Лажонкьер)
- 3-я бригада (командир – бригадный генерал Жан-Антуан Брен)
  - 31-й полк лёгкой пехоты (командир – полковник Луи-Жозеф Межан)
    - Всего: 10 батальонов, около 7465 человек[28]

На 1 мая 1811 года:
- 1-я бригада (командир – бригадный генерал Антуан Попон де Мокюн)
  - 6-й полк лёгкой пехоты (командир – полковник Жоашен Молар)
  - 39-й полк линейной пехоты (командир – полковник Франсуа Ламур)
- 2-я бригада (командир – бригадный генерал Пьер Марконье)
  - 69-й полк линейной пехоты (командир – полковник Жозеф Фрирьон)
  - 76-й полк линейной пехоты (командир – полковник Жан Шемино)
    - Всего: около 4800 человек[29]

На 27 февраля 1814 года:
- 1-я бригада (командир – бригадный генерал Жозеф Фрирьон)
  - 6-й полк лёгкой пехоты, 1 батальон (командир – командир батальона Серизья)
  - 69-й полк линейной пехоты, 2 батальона (командир – командир батальона Генгре)
  - 76-й полк линейной пехоты, 1 батальон (командир – командир батальона Артиго)
- 2-я бригада (командир – бригадный генерал Пьер Берлье)
  - 36-й полк линейной пехоты, 2 батальона (командир – полковник Жан Метро)
  - 39-й полк линейной пехоты, 1 батальон (командир – командир батальона Граде)
  - 65-й полк линейной пехоты, 2 батальона (командир – полковник Жозеф Монтеремар)
- кавалерийская бригада
  - 15-й конно-егерский полк, 2 эскадрона (командир – полковник Франсуа Фавро де Кербреш)
    - Всего: 9 батальонов, 2 эскадрона[30], 3839 человек.

## Подчинение и номер дивизии
- 2-я пехотная дивизия в лагере Компьень Армии Берегов Океана (28 августа 1803 года);
- 2-я пехотная дивизия в лагере Монтрёй Армии Берегов Океана (12 декабря 1803 года);
- 2-я пехотная дивизия 6-го армейского корпуса Великой Армии (29 августа 1805 года);
- 1-я пехотная дивизия 6-го армейского корпуса Великой Армии (5 октября 1806 года);
- 1-я пехотная дивизия 6-го армейского корпуса Армии Испании (7 сентября 1808 года);
- 1-я пехотная дивизия 6-го армейского корпуса Армии Португалии (май 1810 года);
- 1-я пехотная дивизия Армии Португалии (4 апреля 1811 года);
- 1-я пехотная дивизия Правого крыла Пиренейской армии (16 июля 1813 года).

## Состав дивизии
- штаб дивизии (фр. état-major de la division)

- 6-й полк лёгкой пехоты (фр. 6e régiment d'infanterie légère)

в составе дивизии с 29 августа 1803 года по 12 мая 1814 года
- 39-й полк линейной пехоты (фр. 39e régiment d'infanterie de ligne)

в составе дивизии с 29 августа 1803 года по 12 мая 1814 года
- 44-й полк линейной пехоты (фр. 44e régiment d'infanterie de ligne)

в составе дивизии с 29 августа 1803 года по 27 сентября 1804 года
- 63-й полк линейной пехоты (фр. 63e régiment d'infanterie de ligne)

в составе дивизии с 29 августа 1803 года по 27 сентября 1804 года
- 69-й полк линейной пехоты (фр. 69e régiment d'infanterie de ligne)

в составе дивизии с 27 сентября 1804 года по 12 мая 1814 года
- 76-й полк линейной пехоты (фр. 76e régiment d'infanterie de ligne)

в составе дивизии с 11 апреля 1805 года по 12 мая 1814 года
- 31-й полк лёгкой пехоты (фр. 31e régiment d'infanterie légère)

в составе дивизии с 28 марта 1807 года по 15 ноября 1808 года
- артиллерия дивизии (фр. artillerie de la division)

## Командование дивизии

### Командиры дивизии
- дивизионный генерал Луи-Анри Луазон (29 августа 1803 – 14 февраля 1806)
- дивизионный генерал Жан-Габриэль Маршан (14 февраля 1806 – 9 апреля 1811)
- дивизионный генерал Максимильен Фуа (9 апреля 1811 – 27 февраля 1814)
- бригадный генерал Жозеф Фрирьон (27 февраля 1814 – 8 марта 1814)
- дивизионный генерал Огюстен Даррико (8 марта 1814 – 12 мая 1814)

### Начальники штаба дивизии
- должность вакантна (28 августа 1803 – 8 октября 1803)
- полковник штаба Жак-Феликс Амелине (8 октября 1803 – 5 октября 1806)
- полковник штаба Этьен Лефоль (5 октября 1806 – 12 ноября 1808)
- полковник штаба Ксавье Маршан (14 ноября 1808 – 30 июля 1811)
- полковник штаба Луи-Жозеф Юго (15 января 1814 – 12 мая 1814)

## Награждённые

### Знак Большого Орла ордена Почётного легиона
- Жан-Габриэль Маршан, 13 июля 1807 – дивизионный генерал, командир дивизии

### Великие офицеры ордена Почётного легиона
- Луи-Анри Луазон, 14 июня 1804 – дивизионный генерал, командир дивизии

### Комманданы ордена Почётного легиона
- Эжен Виллатт, 14 июня 1804 – бригадный генерал, командир 1-й бригады
- Жан Лаплан, 14 июня 1804 – полковник, командир 6-го лёгкого
- Франсуа Роге, 14 июня 1804 – бригадный генерал, командир 2-й бригады
- Жан-Антуан Брен, 25 декабря 1805 – полковник, командир 69-го линейного
- Жан-Пьер Фор-Лажонкьер, 25 декабря 1805 – полковник, командир 76-го линейного
- Антуан Попон де Мокюн, 25 декабря 1805 – полковник, командир 39-го линейного
- Максимильен Фуа, 9 января 1813 – дивизионный генерал, командир дивизии

### Офицеры ордена Почётного легиона
- Жак-Феликс Амелине, 14 июня 1804 – полковник, начальник штаба дивизии
- Марк-Антуан Лакюэ, 14 июня 1804 – полковник, командир 63-го линейного
- Антуан Попон де Мокюн, 14 июня 1804 – полковник, командир 39-го линейного
- Адриан Содёр, 14 июня 1804 – полковник, командир 44-го линейного
- Ксавье Маршан, 6 августа 1810 – полковник, начальник штаба дивизии
- Дартиг, 6 августа 1810 – капитан, командир роты гренадер 69-го линейного